# Tri mudraca
Biblijski magi, nazvani još sveta tri kralja, sveta tri cara ili sveta tri mudraca, bili su neobični stranci koji su, prema hrišćanskom predanju, došli iz dalekih zemalja da se poklone novorođenčetu Isusu. U srpskoj tradiciji se nazivaju Baltazar, Melhior i Kaspar.
Prema Evanđelju po Mateju, došli su s istoka u Jerusalim, da se poklone Isusu. Pratili su zvijezdu repaticu, vitlejemsku zvijezdu. U Jerusalimu ih je primio kralj Irod, koji je želio da od njih na prevaru sazna mesto Isusovog rođenja, tako da može da ga ubije. Kada su pronašli Isusa, poklonili su mu se i darovali mu tri dara: tamjan (kao Bogu), zlato (kao kralju) i plemenitu mast, smirnu (kao čovjeku). Potom im Bog naredi da se ne vraćaju Irodu i vrate se drugim putem u svoju zemlju. Tri kralja su predstavnici paganskih naroda, koje je Bog pozvao u svoje carstvo time što im je javio za rođenje Spasitelja.
Nakon smrti tri istočna maga, njihove relikvije su odnete u Carigrad, gde ih je pronašla Sv. Jelena, a odande su kasnije prenete u Milano i konačno u Keln u najljepšu njemačku katedralu, gdje su i danas. Darove je čuvala Bogorodica Marija do svog Uspenja. Krajem 4. veka car Arkadije je preneo darove iz Jerusalima u Konstantinopolj u saborni hram Svete mudrosti gde su se čuvale sve do pada Carigrada pod Osmansku vlast. Od tada se one čuvaju u manastiru Svetog Pavla na Svetoj gori.
Melhior se u Rimokatoličkoj crkvi poštuje kao zaštitnik putnika i Svjetskog dana mladih, a Valtazar oboljelih od epilepsije.
Praznikom Bogojavljenja ili Tri kralja zaključuje se središnji skup božićnih običaja.